# درین‌کویو
درین‌کویو (به ترکی استانبولی: Derinkuyu) شهری است در کشور ترکیه که در استان نوشهر واقع شده‌است. جمعیت این شهر برپایهٔ سرشماری سال ۲۰۰۸ میلادی ۱۰٬۳۹۹ تن و برپایهٔ برآوردهای سال ۲۰۰۹ میلادی ۱۰٬۵۸۷ تن می‌باشد.